# Revitaliseringsbevægelse
Revitaliseringsbevægelse er et begreb som antropologen Anthony F. C. Wallace lancerede i 1956. Den betegner en model for den måde, hvorpå en kultur forandrer sig selv. Den er baseret på studier af en anden religiøs bevægelse blandt oprindelige amerikanere, nemlig The Code of Handsome Lake, der formentlig var ophav til longhouse religionen. I artiklen "Revitalization Movements" beskriver Wallace Revitaliseringsbevægelser som velovervejede, organiserede og bevidste handlinger af en gruppes medlemmer, med det formål at skabe en ny kultur.
Han identificerer en række forskellige faser i udviklingen af denne type forandringer: 
- I. Period of generally satisfactory adaptation, dvs. relativ problemløs tilpasning til en gruppes sociale og naturlige miljø.
- II. Period of increased individual stress; gruppen som helhed oplever, at det er muligt at overleve vha. den traditionelle kulturelt betingede adfærd, menfornadringer i det sociale eller naturlige miljø betyder at, mange enkeltpersoner oplever det som problematisk at opnå den samme tilfredstillende opfyldese af deres behov som tidligere.
- III. Period of cultural distortion; forandringerne i det sociale eller naturlige miljø medfører en drastisk forringelse i mulighederne for opfyldelse af alle behov indefor den traditionelle kultur, både fysisk og emotionelt.
- IV. Period of revitalization; omfatter (1) en reformulering af samfundets kulturelle mønstre, (2) Kommunikation af den, (3) organisering af de reformulerede kulturelle mønstre, (4) tilpasning af disse mønstre, så de bedre kan opfylde gruppens behov og referencer, (5) kulturel transformation, (6) rutinisering af nu tilpassede og refomulerede mønstre, så de nu bliver til grundlaget for gruppens kulturelt betingede adfærd.
- V. New period of generally satisfactory adaptation; gruppen oplever atter en relativ problemløs tilpasning til dens nu fornandrede sociale og naturlige miljø.

Wallace udledte sin teori på baggrund af studier af grupper, hvis kultur var karakteriseret af manglende skriftkyndighed og etnisk homogenitet. Den irokesiske revitaliseringsbevægelse med den religiøse leder for senecastammen, Handsome Lake (1735-1815) i forgrunden udgjorde den materiale for dette studie. Wallace mente imidlertid at de strukturer, der karakteriserede denne bevægelse, også kunne forklare udviklingsprocesserne bag bredere og mere omfattende bevægelser som fx Urkristendommen, Islam, Buddhisme.